# Konstantínos Tzolákis
Konstantínos Tzolákis (en grec moderne : Κωνσταντίνος Τζολάκης), né le 8 novembre 2002 à La Canée en Grèce, est un footballeur international grec qui évolue au poste de gardien de but à l'Olympiakos.

## Biographie

### Olympiakos Le Pirée
Né à La Canée en Grèce, Konstantínos Tzolákis, est formé au Platanias FC avant de rejoindre l'Olympiakos Le Pirée. Joueur très prometteur, l'entraîneur de l'équipe première Pedro Martins veut faire de lui le numéro 2 dans la hiérarchie des gardiens dès l'été 2019, où Tzolakis a fait la préparation avec le groupe professionnel. Ses prestations ont par ailleurs été suivis par de nombreux clubs européens, notamment en Youth League,.
Tzolakis est propulsé titulaire dans le but de l'Olympiakos le 12 septembre 2020 lors de la finale de coupe de Grèce remportée par son équipe face à l'AEK Athènes (0-1). Gardant sa cage inviolée, il est également l'auteur de plusieurs arrêts décisifs ce jour-là.
Lors de la 2020-2021 il est sacré champion de Grèce.

### En sélection nationale
Konstantínos Tzolákis représente l'équipe de Grèce des moins de 17 ans, jouant son premier match le 19 février 2019 contre l'Irlande du Nord. Il est titularisé et son équipe s'impose par trois buts à un. Tzolákis est sélectionné avec cette équipe pour participer au championnat d'Europe des moins de 17 ans en 2019 qui se déroule en Irlande. Il est le portier titulaire de sa sélection et joue les trois matchs de son équipe, mais les jeunes grecs ne parviennent pas à sortir de la phase de groupe.
Tzolákis joue son premier match avec l'équipe de Grèce espoirs le 8 octobre 2020 contre la Lituanie. Il est titularisé et son équipe s'incline par deux buts à zéro.

## Palmarès
Olympiakos
- Championnat de Grèce (4) :
  - Champion : 2020, 2021, 2022 et 2025.

- Coupe de Grèce (2) :
  - Vainqueur : 2020 et 2025.

- Ligue Conférence (1) :
  - Vainqueur : 2023-2024.